# Tultered
Tultered är en småort i Partille kommun i Västra Götalands län.

## Administrativ historik
SCB räknade Tultered som en småort år 1990 och år 1995. Den omfattade då 5 hektar och hade runt 60 invånare. Vid avgränsningarna 2000 och 2005 hade Tultered färre än 50 invånare och räknades därmed inte som småort. Vid sammanställningen 2010 var befolkningen 56 personer och området räknas därmed återigen som en småort, denna gång med en annan småortskod.